# Dwór w Ligocie Wielkiej
Dwór w Ligocie Wielkiej – zabytkowy dwór wybudowany w 1566 r., w miejscowości Ligota Wielka.

## Historia
Zabytek remontowany w XIX w. i XX w. jest częścią zespołu dworskiego, w skład którego wchodzą jeszcze: oficyna mieszkalna z połowy XIX w., oficyna mieszkalno-gospodarcza z XIX w., dwie obory z XIX w., spichlerz z początku XIX w., park krajobrazowy.